# 6 novembre
Il 6 novembre è il 310º giorno del calendario gregoriano (il 311º negli anni bisestili). Mancano 55 giorni alla fine dell'anno.

## Eventi
- 1153 – Trattato di Wallingford, fine della lotta di successione al trono inglese che aveva visto contrapposti per quasi vent'anni Matilda, figlia di Enrico I d'Inghilterra ed il cugino di lei Stefano di Blois. Stefano riconosce come suo figlio adottivo ed erede Enrico, figlio di Matilda e di Goffredo il Bello detto Plantageneto
- 1528 – Il conquistador spagnolo Álvar Núñez Cabeza de Vaca, dopo un naufragio, diventa il primo europeo noto ad aver messo piede in Texas
- 1617 – Viene firmato il Trattato di Madrid, che pone termine alla guerra di Gradisca tra la Repubblica di Venezia e l'Impero asburgico
- 1659 – Italia: terremoto della Calabria del 1659
- 1789 – Papa Pio VI nomina Padre John Carroll come primo vescovo cattolico degli Stati Uniti
- 1844 – A San Cristóbal, nella Repubblica Dominicana viene firmata la prima costituzione
- 1869 – A New Brunswick (New Jersey), si disputa la prima partita ufficiale di football americano tra college
- 1881 – Nasce l'Accademia navale di Livorno
- 1888 – Il presidente uscente democratico Grover Cleveland vince il voto popolare, ma perde nei collegi elettorali, a favore dello sfidante repubblicano Benjamin Harrison
- 1892 – Italia: si svolgono le elezioni politiche generali per la 18ª legislatura del Regno d'Italia
- 1900 – Il presidente uscente repubblicano William McKinley viene rieletto dopo aver sconfitto lo sfidante democratico William Jennings Bryan
- 1904 – Italia: si svolgono le elezioni politiche generali per la XXIIª legislatura
- 1913 – Mohandas Gandhi viene arrestato mentre guida una marcia di minatori indiani in Sudafrica
- 1917 – Prima guerra mondiale: finisce la terza battaglia di Ypres: dopo tre mesi di combattimenti selvaggi, le truppe canadesi prendono Ypres, in Belgio
- 1918 – Viene proclamata la Seconda Repubblica di Polonia
- 1928
  - Gli svedesi danno il via alla tradizione di mangiare i "pasticcini di re Gustavo Adolfo", per commemorare il re
  - Il repubblicano Herbert Hoover vince con un ampio margine le presidenziali statunitensi, battendo il democratico Alfred Emanuel Smith
  - Grande eruzione dell'Etna: distrutta completamente Mascali
- 1935 – Davanti alla sezione newyorchese dell'Institute of Radio Engineers, Edwin Armstrong presenta il suo lavoro "A Method of Reducing Disturbances in Radio Signaling by a System of Frequency Modulation" ("Un sistema per ridurre i disturbi nei segnali radio utilizzando un sistema di modulazione di frequenza)
- 1941 – Seconda guerra mondiale: il leader sovietico Iosif Stalin fa un discorso alla nazione per la seconda volta in tre decenni di governo. Dichiara che, anche se 350.000 soldati sovietici sono stati uccisi fino a quel momento dai tedeschi, questi ultimi hanno perso 4.500.000 soldati (notizia falsa) e che la vittoria è vicina
- 1942 – Seconda guerra mondiale: i resti della Divisione Folgore, in ritirata da El Alamein, si arrendono agli inglesi dopo aver distrutto le proprie armi rese inutili dall'esaurimento delle munizioni
- 1956 – Il presidente uscente repubblicano Dwight D. Eisenhower viene rieletto sconfiggendo lo sfidante democratico Adlai E. Stevenson, in una riedizione delle elezioni di quattro anni prima
- 1957 – Félix Gaillard diventa primo ministro di Francia
- 1962 – Apartheid: l'Assemblea generale delle Nazioni Unite approva la risoluzione 1761 che condanna le politiche razziste di apartheid del Sudafrica, e chiede a tutti i membri dell'ONU di interrompere le relazioni diplomatiche ed economiche con la nazione
- 1963 – Guerra del Vietnam: a seguito del colpo di Stato del 1º novembre e all'assassinio del presidente Ngô Đình Diệm, il leader golpista generale Dương Văn Minh prende la guida del Vietnam del Sud
- 1965 – Inizio dei Freedom Flights: Cuba e gli Stati Uniti concordano formalmente per dare il via ad un ponte aereo per i cubani che vogliono andare negli USA (per il 1971 250.000 si avvalgono di questo programma)
- 1971 – L'Atomic Energy Commission (AEC) testa la più grande esplosione sotterranea di una bomba all'idrogeno statunitense, nome in codice Cannikin, sull'Isola Amchitka nelle Aleutine
- 1975 – Inizia la Marcia verde: 300.000 marocchini disarmati convergono sulla città meridionale di Tarfaya in attesa di un segnale del re Hassan II del Marocco per sconfinare nel Sahara Occidentale
- 1985 – In Colombia, la guerriglia di sinistra del Movimento 19 aprile, prende il controllo del Palazzo di Giustizia di Bogotà, uccidendo complessivamente 115 persone, 11 delle quali sono giudici della corte suprema
- 1991 – In Russia, a Mosca una folla di persone si riunisce in piazza Lubjanka, sede del KGB, e distrugge la statua del fondatore del servizio segreto
- 1994 – Ad Asti e provincia, ad Alessandria e provincia, ad Alba e in una parte della provincia di Cuneo esonda il fiume Tanaro, che allaga gran parte del loro territorio, causando oltre 70 vittime ed enormi danni
- 1999 – Gli australiani votano per mantenere la regina britannica come loro capo di Stato
- 2005 –  La capitale della Birmania viene spostata da Yangon a Pyinmana, dal 27 marzo 2006 ufficialmente rinominata Naypyidaw (sede dei re)
- 2012 – Il presidente uscente democratico Barack Obama vince le elezioni presidenziali sconfiggendo Mitt Romney

## Nati
Ci sono circa 1 060 voci su persone nate il 6 novembre; vedi la pagina Nati il 6 novembre per un elenco descrittivo o la categoria Nati il 6 novembre per un indice alfabetico.

## Morti
Ci sono circa 510 voci su persone morte il 6 novembre; vedi la pagina Morti il 6 novembre per un elenco descrittivo o la categoria Morti il 6 novembre per un indice alfabetico.

## Feste e ricorrenze
Giornata internazionale per la prevenzione dello sfruttamento dell'ambiente in guerra e conflitti armati

### Civili
Nazionali:
- Marocco – Anniversario della Marcia verde
- Repubblica Dominicana – Giorno della costituzione
- Svezia – Morte di re Gustavo II Adolfo di Svezia
- Ungheria – Celebrazione della Rivoluzione del 1956

### Religiose
Cristianesimo:
- Santa Beatrice di Olive, monaca cistercense
- Santi Callinico di Gerusalemme e compagni, martiri
- San Demetrio di Cipro, vescovo
- Sant'Emiliano d'Irlanda, vescovo
- San Felice di Genova, vescovo
- San Felice di Toniza, martire
- Sant'Iltud, abate e fondatore
- San Leonardo di Noblac, eremita
- San Melanio, vescovo
- San Paolo Patriarca di Costantinopoli, martire
- San Protasio di Losanna, vescovo
- San Severo di Barcellona, vescovo
- Santo Stefano di Apt, vescovo
- San Teobaldo di Dorat, sacerdote
- San Valentino di Genova, vescovo
- San Vinnoco, abate
- Beati 498 martiri della guerra civile spagnola
- Beato Bernardo de Apiano, mercedario
- Beato Emanuele della Sacra Famiglia (Manuel Sanz Domínguez), monaco, martire, fondatore dell'Ordine di San Girolamo
- Beato Garcia Darlet, mercedario
- Beati Martiri spagnoli vincenziani
- Beato Pietro Amelio, mercedario
- Beato Tommaso Jihyoe di Sant'Agostino, sacerdote agostiniano, martire